# Eugénie Duval
Pour les articles homonymes, voir Duval.
Eugénie Duval, née le 3 mai 1993 à Évreux, est une coureuse cycliste française. Elle est membre de la formation FDJ-Suez.

## Biographie

### Carrière cycliste
En 2016, elle se classe cinquième du classement général du Tour de Bretagne et quatrième de celui du Trophée d'Or.
Au mois d'août 2018 elle se classe deuxième du championnat de France de la course à l'américaine avec Coralie Demay.
En septembre, elle termine meilleure grimpeuse du Boels Ladies Tour.
Fin juillet 2019, elle est sélectionnée pour représenter la France aux championnats d'Europe de cyclisme sur route et s'adjuge à cette occasion la cinquième place du relais mixte.
À la fin du mois d'août 2020, elle est sélectionnée en équipe de France pour participer à l'épreuve de relais mixte des championnats d'Europe de cyclisme sur route organisés à Plouay dans le Morbihan. Elle se classe quatrième de cette course qu'elle dispute en compagnie de Kévin Vauquelin, Donavan Grondin, Audrey Cordon-Ragot, Maëlle Grossetête et son frère Julien Duval.
Elle est sélectionnée pour la course en ligne des championnats d'Europe 2022. En avril 2023, elle obtient le meilleur résultat de sa carrière avec une quatrième place sur Paris-Roubaix, à l'issue d'une échappée au sein d'un groupe qui a devancé les favorites. 

### Vie privée
Son frère ainé, Julien, est également coureur cycliste. Professionnel pendant neuf ans de 2013 à 2021, il compte plusieurs titres de champion de France sur piste à son palmarès.

## Palmarès sur route
- 2011
  - 2e du championnat de France du contre-la-montre juniors
  - 3e du Chrono des Nations juniors
- 2016
  - 2e de La Picto-Charentaise
- 2017
  - Classic Féminine de Vienne Poitou-Charentes
  - 6e du CLM par équipes de marques aux Championnats du Monde
  - 8e du CLM par équipes à l'Open de Suède Vårgårda
- 2019
  - 10e de la RideLondon-Classique
- 2020
  - 10e des Trois Jours de La Panne
- 2022
  - 3e de la Mirabelle Classic
- 2023
  - 4e de Paris-Roubaix

### Résultats sur les grands tours

#### Tour d'Italie
4 participations
- 2017 : 86e
- 2018 : 38e
- 2020 : 71e
- 2023 : 74e

### Classements mondiaux
| Année                                 | 2014 | 2015 | 2016 | 2017 | 2018 | 2019 | 2020 | 2021 | 2022 | 2023 |
| ------------------------------------- | ---- | ---- | ---- | ---- | ---- | ---- | ---- | ---- | ---- | ---- |
| Classement UCI                        | 592e | 655e | 158e | 106e | 95e  | 78e  | 70e  | 128e | 114e | 100e |
| UCI World Tour                        |      |      | nc   | 71e  | 96e  | 50e  | 59e  | 82e  | 80e  | 66e  |
|                                       |      |      |      |      |      |      |      |      |      |      |
| Légende : nc = non classéSource : UCI |      |      |      |      |      |      |      |      |      |      |

## Palmarès sur piste

### Championnats d'Europe
- Anadia 2011
  -  Médaillée de bronze de la poursuite par équipes juniors (avec Eloise Bec et Valentine Morin)

### Championnats nationaux
- 2011
  - 3e du scratch juniors
- 2013
  - 2e du championnat de France de l'omnium
- 2016
  -  Championne de France de poursuite par équipes avec Coralie Demay, Pascale Jeuland et Roxane Fournier
  - 2e du championnat de France de l'omnium
- 2017
  - 2e de l'américaine
  - 3e de la course aux points
- 2018
  - 2e de l'américaine

### Divers
- 2014
  - 2e du scratch à l'Open des Nations de Roubaix